# Adas Dambrauskas
Adas Dambrauskas (* 1. Juni 2005) ist ein litauischer Leichtathlet, der sich auf den Sprint spezialisiert hat.

## Ausbildung
Adas Dambrauskas lernte am Sportzentrum Kėdainiai. Seine Trainerin war Neringa Daugėlienė. Von 2021 bis 2025 machte er sein Abitur am Ozas-Gymnasium Vilnius in Šeškinė der litauischen Hauptstadt Vilnius. 

## Sportliche Laufbahn
Erste internationale Erfahrungen sammelte Adas Dambrauskas im Jahr 2022, als er bei den U18-Europameisterschaften in Jerusalem mit 10,76 s und 21,80 s jeweils im Halbfinale über 100 und 200 Meter ausschied. Im Jahr darauf belegte er bei den U20-Europameisterschaften ebendort in 10,48 s den siebten Platz im 100-Meter-Lauf und schied mit der litauischen 4-mal-100-Meter-Staffel mit 41,84 s im Vorlauf aus. 2024 schied er bei den U20-Weltmeisterschaften in Lima mit 10,63 s im Semifinale über 100 Meter aus und im Jahr darauf schied er bei den Halleneuropameisterschaften in Apeldoorn mit Landesrekord von 6,62 s im Halbfinale im 60-Meter-Lauf aus. Kurz darauf kam er bei den Hallenweltmeisterschaften in Nanjing mit 6,76 s nicht über die erste Runde hinaus.
2024 wurde Dambrauskas litauischer Meister im 100-Meter-Lauf sowie in der 4-mal-100-Meter-Staffel. Zudem wurde er 2024 und 2025 Hallenmeister über 60 Meter.

## Persönliche Bestzeiten
- 100 Meter: 10,20 s (+1,7 m/s), 22. Juni 2024 in Mannheim (litauischer U20-Rekord)
  - 60 Meter (Halle): 6,62 s, 8. März 2025 in Apeldoorn (litauischer Rekord)
- 200 Meter: 21,28 s (−0,2 m/s), 12. Juli 2024 in Alytus